# Nana Ato Arthur
Nana Ato Arthur ist als Regionalminister der Central Region in Ghana einer der führenden Politiker des Landes. Präsident John Agyekum Kufuor ernannte Arthur als Regionalminister im Jahr 2005. Arthur ist gleichzeitig Bürgermeister von Cape Coast und damit ein politisches Schwergewicht der Region. Arthur ist Mitglied der Regierungspartei New Patriotic Party (NPP).
Arthur ist zudem in einem achtköpfigen Komitee, das die Zustände in den regionalen Gefängnissen über einen Vier-Jahres-Zeitraum in Augenschein nimmt. In diesem regionalen Gefängniskomitee (Regional Prisons Committee) hat Arthur den Vorsitz inne.